# Uppsala Akademiförvaltning

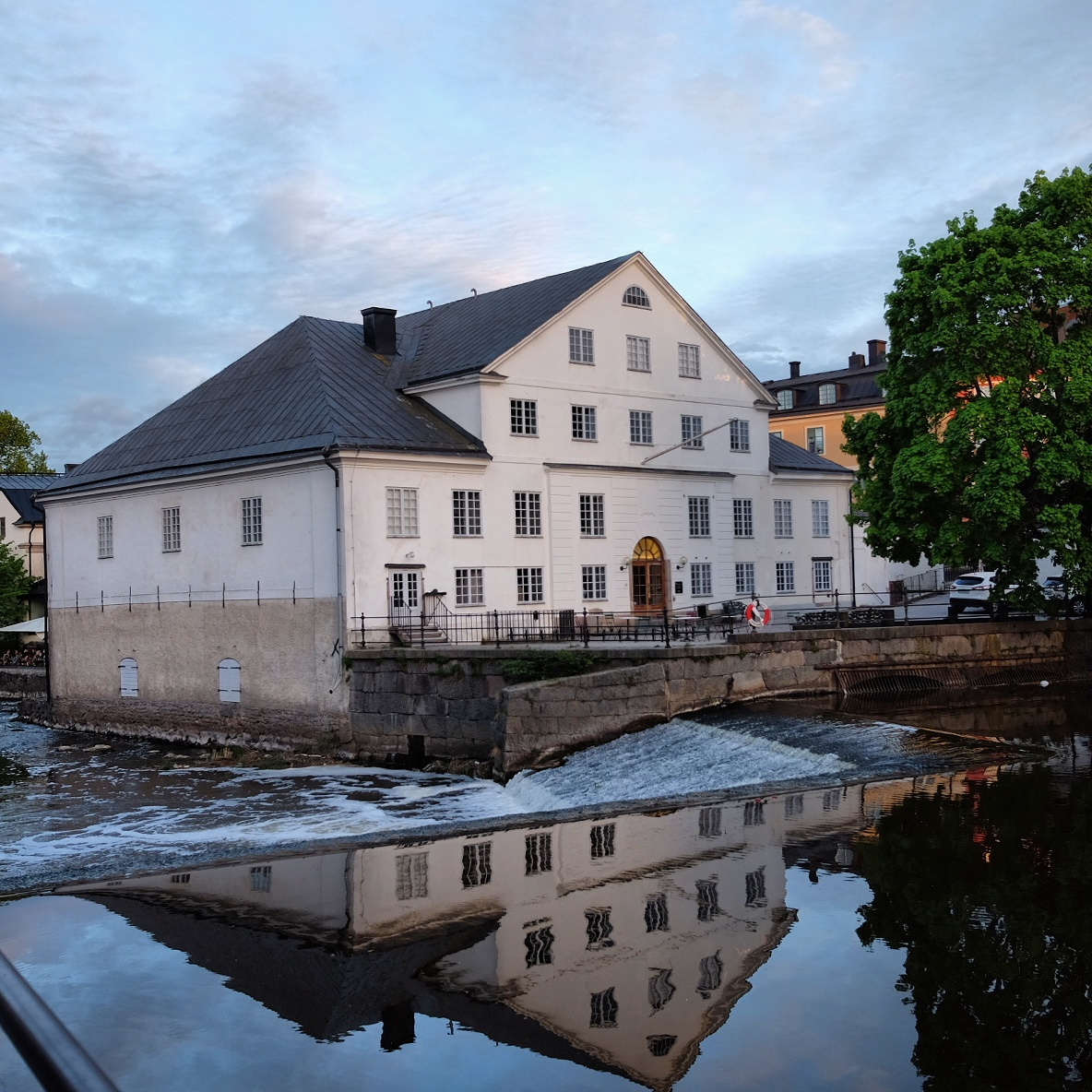
Akademikvarnen ägs av Uppsala Akademiförvalrning

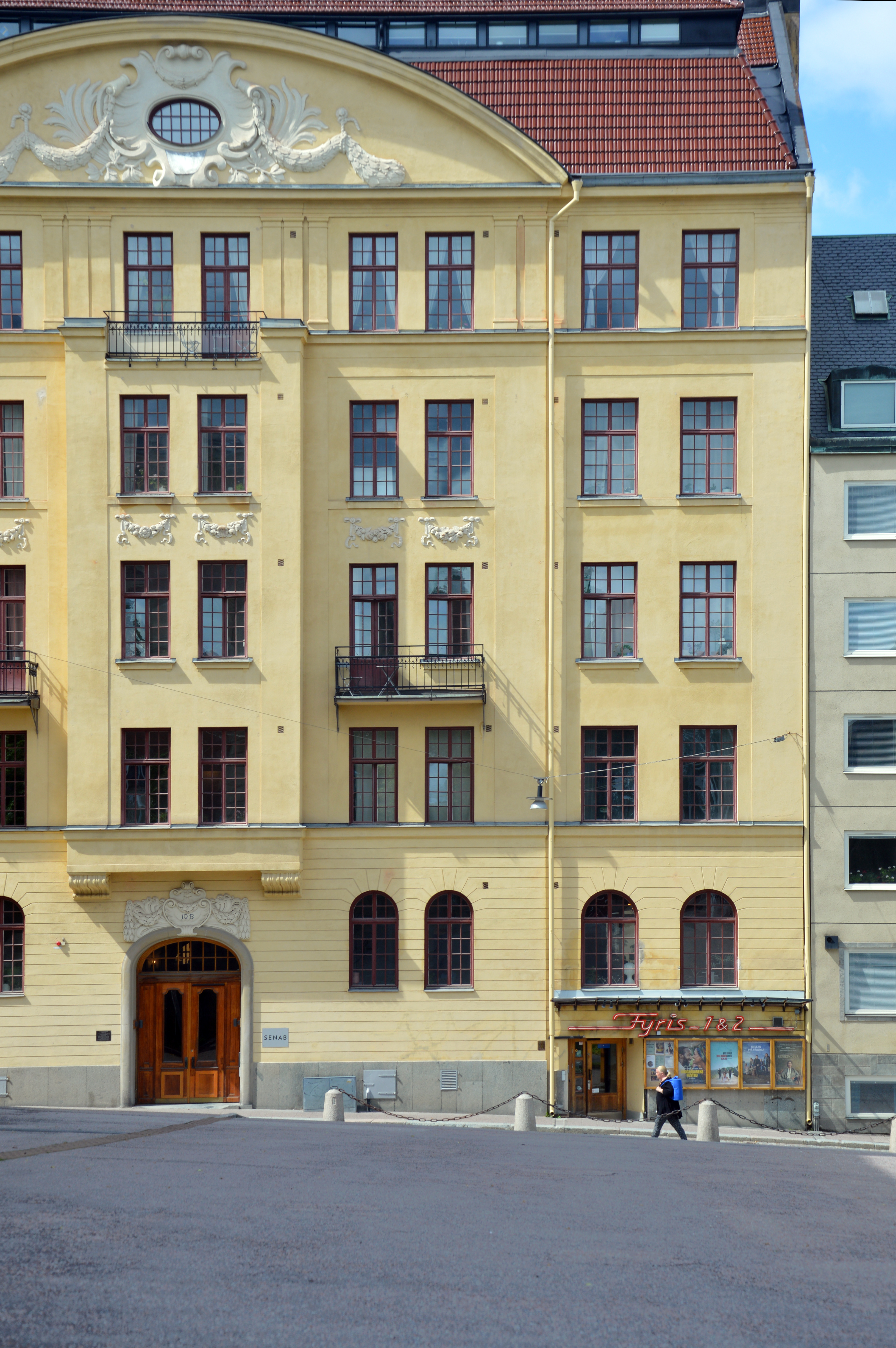
Skandalhuset ägs av Uppsla Akademiförvaltning.

Uppsala Akademiförvaltning är en fristående organisation som förvaltar stiftelser med anknytning till Uppsala universitet. Stiftelsernas ändamål utgörs huvudsakligen av stipendier, anslag och medel till universitets egen disposition. Kapitalet har donerats av personer som på så sätt velat stödja verksamheten vid Uppsala universitet. Verksamheten startade år 1624 efter den så kallade Gustavianska donationen.
Kapitalet uppgick vid årsskiftet 2021/2022 till 14 miljarder kronor, varav jordbruks-, skogsbruks- och andra fastigheter svarade för 8,3 miljarder kronor och finansförvaltningen för 5,7 miljarder kronor. Uppsala Akademiförvaltning äger och förvaltar många kända byggnader i Uppsala, bland annat Akademikvarnen, Celsiushuset, Gamla Gillet och Skandalhuset.